# 欲望の支配、あるいは淫らな王妃
『欲望の支配、あるいは淫らな王妃』(よくぼうのしはい、あるいはみだらなおうひ、Lust's Dominion, or The Lascivious Queen)は1600年頃に初演され、1657年に出版されたイギリス・ルネサンスの悲劇である。作者はトマス・デッカーであろうと言われている。

## 作者
初版にはクリストファー・マーロウ作と記載されているが、これは誤りであると考えられている。現在のところ、本作はおそらくトマス・デッカーの作であり、共作者としてジョン・デイやウィリアム・ホートンの名があげられている。

## あらすじ
フェズの王子であったムーア人エリエーザーは、父の死のことでスペインを恨みつつスペイン宮廷に仕えている。スペインの王太后ユージニアはエリエーザーを愛している一方、その息子であるスペイン国王フェルナンドはエリエーザーの妻マリアに横恋慕している。フェルナンドはマリアを無理矢理自分の愛人にしようとするが、マリアは身を守るためフェルナンドに眠り薬を与える。しかしながら、マリアはエリエーザーを独占したいと考えるユージニアにフェルナンド王殺害の濡れ衣を着せられ、殺されてしまう。これに対して、エリエーザーは自分の妻を強姦したかどで眠りから覚めたフェルナンド王を殺す。エリエーザーはユージニアとはかり、第二王子フィリップの父親は前国王ではないということにし、邪魔になったメンドーザ枢機卿をどさくさ紛れに投獄してしまう。非嫡出子とされたフィリップ王子はポルトガルに助けを求めるが、結局投獄されてしまう。エリエーザーはユージニアをも裏切って彼女を不貞の罪で投獄し、イザベラ王女を即位させようとはかる。エリエーザーはイザベラ王女を誘惑しようと考え、イザベラの婚約者であるホーテンゾを投獄する。イザベラはエリエーザーの家臣ザラックに懇願してフィリップ王子とホーテンゾを牢獄から出させ、フィリップ王子はエリエーザーを殺す。ユージニアは自ら隠遁生活に入ることに決め、フィリップがスペインからムーア人を追放すると宣言して劇が終わる。

## 翻案
アフラ・ベーンの1676年の戯曲『アブデラザー、あるいはムーア人の復讐』(Abdelazar, or The Moor's Revenge)は本作を下敷きにしている。